# Le flic se rebiffe
Pour plus de détails, voir Fiche technique et Distribution.
Le flic se rebiffe (The Midnight Man) est un film américain réalisé par Roland Kibbee et Burt Lancaster, sorti en 1974.

## Synopsis
Après avoir séjourné en prison pour le meurtre de sa femme, Slade, un ancien policier, est engagé comme gardien de nuit sur un campus universitaire. Il tente de reconstruire sa vie et Linda, sa contrôleuse judiciaire, s'éprend même de lui. Mais une série d'assassinats se produit dans l'université. Slade décide d'enquêter...

## Fiche technique
- Titre français : Le flic se rebiffe
- Titre original : The Midnight Man
- Réalisation : Roland Kibbee et Burt Lancaster
- Scénario : Roland Kibbee et Burt Lancaster, d'après la nouvelle The Midnight Lady and the Mourning Man de David Anthony
- Musique : Dave Grusin
- Photographie : Jack Priestley
- Montage : Frank Morriss
- Production : Roland Kibbee et Burt Lancaster
- Sociétés de production : Universal Pictures & Norlan Productions
- Société de distribution : Universal Pictures
- Pays d'origine :  États-Unis
- Langue originale : anglais
- Format : couleur - 35 mm - 1,85:1 - mono
- Genre : policier
- Durée : 114 minutes
- Dates de sortie :
  - États-Unis : 10 juin 1974 (New York) ; 14 juin 1974 (sortie nationale)

## Distribution
- Burt Lancaster (VF : René Arrieu) : Jim Slade
- Susan Clark (VF : Perrette Pradier) : Linda Thorpe
- Cameron Mitchell (VF : Claude Joseph) : Quartz
- Harris Yulin (VF : Roger Crouzet) : Casey
- Morgan Woodward (VF : Jacques Berthier) : Le sénateur Clayborne
- Joan Lorring : Judy
- Robert Quarry : Dr Prichette
- Richard Winterstein (VF : Francis Lax) : Virgil
- Ed Lauter : Leroy
- Mills Watson (VF : Roger Lumont) : Cash
- William T. Hicks : Charlie
- Catherine Bach : Natalie Clayborne
- Bill Lancaster : Arthur King
- William Splawn (VF : Denis Savignat) : Eddie Lamar
- Lawrence Dobkin (VF : Raoul Curet) : Le professeur Mason
- Eleanor Ross : Nell
- Quinn K. Redeker (VF : Daniel Gall) : Swanson
- Charles Tyner (VF : René Bériard) : Ewing
- Peter Dane (VF : Jean Berger) : Metterman

## Commentaires
- Il s'agit de la dernière réalisation de Burt Lancaster.
- Bill Lancaster, qui interprète le rôle d'Arthur King, n'est autre que le véritable fils de Burt Lancaster. Il s'agit de son seul et unique film.